# Luxembourg (thành phố)
Thành phố Luxembourg (tiếng Luxembourg: Lëtzebuerg; tiếng Đức: Luxemburg), hay Thành phố Luxembourg (tiếng Luxembourg: Stad Lëtzebuerg; tiếng Pháp: Ville de Luxembourg; tiếng Đức: Luxemburg Stadt), là một xã với tư cách thành phố và là thủ đô của Đại Công quốc Luxembourg. Thành phố này tọa lạc tại hợp lưu của các sông Alzette và Pétrusse ở phía nam Luxembourg và có lâu đài lịch sử Luxembourg do người Frank thiết lập vào thời kỳ đầu Trung cổ.
Dân số của thành phố Luxembourg năm 2010 là 100.000, lớn gần gấp 3 lần thành phố lớn thứ nhì. Dân số vùng đô thị, tính cả các commune xung quanh gồm Hesperange, Sandweiler, Strassen và Walferdange, là 103.973. Thành phố Luxembourg nằm ở trung tâm Tây Âu, cách Bruxelles 188 km, cách Paris 289 km và cách Köln 190 km.
Thành phố Luxembourg là một trong những thành phố giàu có nhất thế giới, phát triển thành một trung tâm hành chính và ngân hàng. Luxembourg là nơi có nhiều trụ sở của các cơ quan EU, bao gồm Tòa án châu Âu (European Court of Justice), European Court of Auditors và Ngân hàng Đầu tư châu Âu.

## Khí hậu
| Dữ liệu khí hậu của Luxembourg, Luxembourg | Dữ liệu khí hậu của Luxembourg, Luxembourg | Dữ liệu khí hậu của Luxembourg, Luxembourg | Dữ liệu khí hậu của Luxembourg, Luxembourg | Dữ liệu khí hậu của Luxembourg, Luxembourg | Dữ liệu khí hậu của Luxembourg, Luxembourg | Dữ liệu khí hậu của Luxembourg, Luxembourg | Dữ liệu khí hậu của Luxembourg, Luxembourg | Dữ liệu khí hậu của Luxembourg, Luxembourg | Dữ liệu khí hậu của Luxembourg, Luxembourg | Dữ liệu khí hậu của Luxembourg, Luxembourg | Dữ liệu khí hậu của Luxembourg, Luxembourg | Dữ liệu khí hậu của Luxembourg, Luxembourg | Dữ liệu khí hậu của Luxembourg, Luxembourg |
| Tháng                                      | 1                                          | 2                                          | 3                                          | 4                                          | 5                                          | 6                                          | 7                                          | 8                                          | 9                                          | 10                                         | 11                                         | 12                                         | Năm                                        |
| ------------------------------------------ | ------------------------------------------ | ------------------------------------------ | ------------------------------------------ | ------------------------------------------ | ------------------------------------------ | ------------------------------------------ | ------------------------------------------ | ------------------------------------------ | ------------------------------------------ | ------------------------------------------ | ------------------------------------------ | ------------------------------------------ | ------------------------------------------ |
| Cao kỉ lục °C (°F)                         | 13.9 (57.0)                                | 19.8 (67.6)                                | 23.5 (74.3)                                | 27.9 (82.2)                                | 31.6 (88.9)                                | 35.4 (95.7)                                | 39.0 (102.2)                               | 37.9 (100.2)                               | 31.5 (88.7)                                | 26.0 (78.8)                                | 19.8 (67.6)                                | 14.7 (58.5)                                | 39.0 (102.2)                               |
| Trung bình ngày tối đa °C (°F)             | 3.8 (38.8)                                 | 5.2 (41.4)                                 | 9.8 (49.6)                                 | 14.4 (57.9)                                | 18.4 (65.1)                                | 21.7 (71.1)                                | 23.9 (75.0)                                | 23.5 (74.3)                                | 19.0 (66.2)                                | 13.5 (56.3)                                | 7.7 (45.9)                                 | 4.5 (40.1)                                 | 13.8 (56.8)                                |
| Trung bình ngày °C (°F)                    | 1.4 (34.5)                                 | 2.2 (36.0)                                 | 5.7 (42.3)                                 | 9.6 (49.3)                                 | 13.5 (56.3)                                | 16.7 (62.1)                                | 18.7 (65.7)                                | 18.4 (65.1)                                | 14.3 (57.7)                                | 9.9 (49.8)                                 | 5.2 (41.4)                                 | 2.3 (36.1)                                 | 9.8 (49.6)                                 |
| Tối thiểu trung bình ngày °C (°F)          | −1.0 (30.2)                                | −0.7 (30.7)                                | 2.0 (35.6)                                 | 5.1 (41.2)                                 | 8.7 (47.7)                                 | 11.8 (53.2)                                | 13.8 (56.8)                                | 13.6 (56.5)                                | 10.3 (50.5)                                | 6.6 (43.9)                                 | 2.8 (37.0)                                 | 0.0 (32.0)                                 | 6.1 (43.0)                                 |
| Thấp kỉ lục °C (°F)                        | −17.8 (0.0)                                | −20.2 (−4.4)                               | −14.4 (6.1)                                | −6.9 (19.6)                                | −2.1 (28.2)                                | 0.9 (33.6)                                 | 4.5 (40.1)                                 | 4.3 (39.7)                                 | −0.7 (30.7)                                | −4.6 (23.7)                                | −11.1 (12.0)                               | −15.3 (4.5)                                | −20.2 (−4.4)                               |
| Lượng Giáng thủy trung bình mm (inches)    | 72.0 (2.83)                                | 59.0 (2.32)                                | 57.0 (2.24)                                | 49.0 (1.93)                                | 71.2 (2.80)                                | 75.6 (2.98)                                | 71.5 (2.81)                                | 71.9 (2.83)                                | 66.2 (2.61)                                | 76.6 (3.02)                                | 72.1 (2.84)                                | 89.4 (3.52)                                | 831.5 (32.74)                              |
| Số ngày giáng thủy trung bình (≥ 0.1 mm)   | 17.3                                       | 15.4                                       | 14.8                                       | 12.7                                       | 14.0                                       | 13.3                                       | 13.7                                       | 13.2                                       | 12.2                                       | 15.2                                       | 17.5                                       | 18.1                                       | 177.4                                      |
| Số ngày tuyết rơi trung bình               | 7.5                                        | 7.6                                        | 3.6                                        | 1.5                                        | 0.0                                        | 0.0                                        | 0.0                                        | 0.0                                        | 0.0                                        | 0.1                                        | 2.3                                        | 6.8                                        | 29.4                                       |
| Độ ẩm tương đối trung bình (%)             | 88                                         | 83                                         | 74                                         | 67                                         | 68                                         | 68                                         | 67                                         | 68                                         | 75                                         | 84                                         | 89                                         | 90                                         | 77                                         |
| Số giờ nắng trung bình tháng               | 52.0                                       | 79.5                                       | 137.1                                      | 197.5                                      | 226.3                                      | 241.2                                      | 257.6                                      | 237.1                                      | 174.9                                      | 106.7                                      | 51.1                                       | 41.9                                       | 1.802,9                                    |
| Phần trăm nắng có thể                      | 18.8                                       | 29.4                                       | 34.0                                       | 44.1                                       | 44.8                                       | 46.7                                       | 51.0                                       | 51.7                                       | 42.7                                       | 31.8                                       | 19.8                                       | 16.1                                       | 35.9                                       |
| Nguồn: Meteolux                            |                                            |                                            |                                            |                                            |                                            |                                            |                                            |                                            |                                            |                                            |                                            |                                            |                                            |